# Edip Yüksel

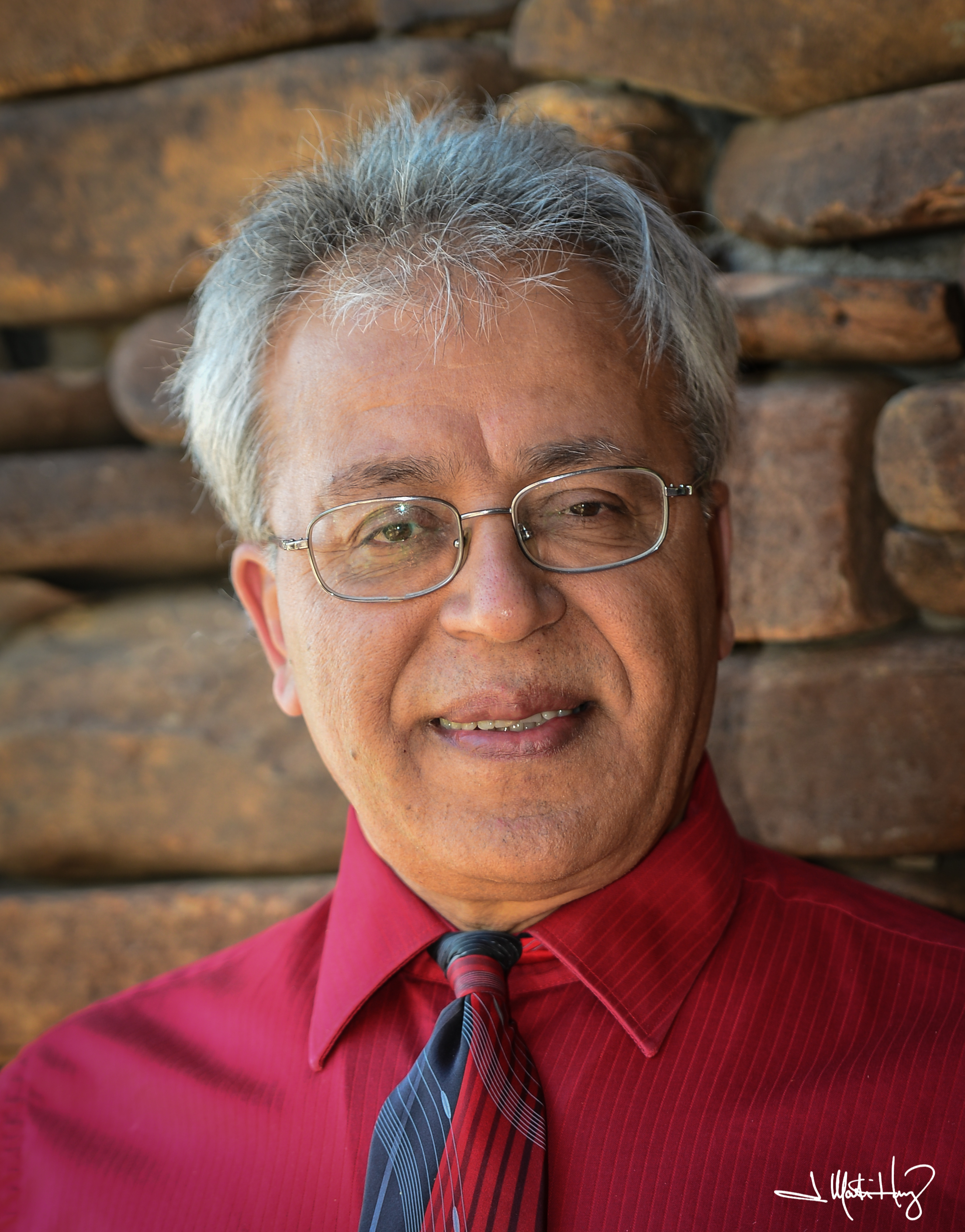
Edip Yüksel (2015)

Edip Yüksel (* 20. Dezember 1957 in Bitlis, Türkei) ist ein türkischer Publizist      kurdischer Abstammung. Er sieht sich als „islamischer Reformer“.

## Leben
Yüksel stammt aus einer in islamischen Kreisen der Türkei bekannten Familie und ist der Bruder von Metin Yüksel. Er ist Autor von mehr als zwanzig Büchern über Religion, Politik, Philosophie und Rechtswissenschaften in Türkisch. Er hat auch verschiedene Artikel und Aufsätze auf Englisch geschrieben. Er war ein türkischer Islamist und ein populärer islamischer Kommentator bis zur Mitte der 1980er Jahre, als er seinen bisherigen religiösen Glauben ablehnte und nur den Koran allein als Quelle der göttlichen Gesetze verwendete. Er wurde zum Nur-Koran-Muslim. Diese Bewegung ist jedoch sehr umstritten in den Hauptkreisen der Muslime, und somit errang Yüksel die Ablehnung und Feindschaft vieler religiöser islamischen Autoritäten in seinem Heimatland. Er wurde inhaftiert und öffentlich als Ungläubiger dargestellt. 1989 wurde Yüksel freigelassen und zur Emigration gezwungen. Er ließ sich dann in den Vereinigten Staaten von Amerika nieder, wo er seine Karriere als Anwalt aufnahm.
In den USA arbeitete er mit Rashad Khalifa zusammen, der behauptete, einen Korancode, auch als „Code 19“ bekannt, im Koran entdeckt zu haben und die Muslime aufrief, zum Koran allein zurückzukehren und alle Hadith neben ihm aufzugeben (Koranismus). Dies dauerte etwa ein Jahr an bis zur Ermordung Rashad Khalifas. Edip Yüksel vertrat in einer Schrift ebenfalls unter Berufung auf den Zahlencode 19 die Auffassung, Mustafa Kemal Atatürk sei von Gott beauftragt worden. Als Beweis zog er sein Geburts- und Todestag heran und das Datum seiner Landung in Samsun.
Edip Yüksel erhielt sein Doktor der Jurisprudenz an der Universität von Arizona.
Yüksel lehrt teilweise Philosophie und Logik, nimmt teil an Debatten und ist Vater zweier Söhne. Zu seinen neuesten Projekten gehören das Szenario einer religiösen und politischen Filmkomödie sowie ein Animationsfilm über das Leben des Propheten Mohammed. Er arbeitet auch an einer neuen englischen Koranübersetzung.
Yüksel charakterisiert sich folgendermaßen:
„Als Einzelperson habe ich viele Bestandteile. Ich kann mich in vieler Weise, abhängig von dem Kontext, definieren. Ich bin ein Homo sapiens, ein Monotheist, Yahya's und Matine's Vater, ein Ehemann, ein türkischer Autor, ein Philosoph, ein Rechtsanwalt, ein Skeptiker, ein Gläubiger, ein Demokrat, ein Konservativer, ein Amerikaner, ein politischer Aktivist, ein Reformer, ein Schach-Spieler, ein Werbetexter, ein Dichter, ein Faktotum, ein Macintoshbenutzer, ein Lehrer... und ich bin auch ein Kurde.“